# ولفگانگ راینهارد
ولفگانگ راینهارد (آلمانی: Wolfgang Reinhardt؛ ۶ مه ۱۹۴۳ – ۱۱ ژوئن ۲۰۱۱) ورزشکار پرش با نیزه اهل آلمان بود.
وی در مسابقات کشوری و بین‌المللی در مجموع برندهٔ ۱ مدال نقره شده‌است.